# Haszakai csata (2016)
A haszakai csata az Asayish félkatonai rendőri erők valamint a Kurd Népvédelmi Egységek és a kormánypárt oldaláról a Nemzetvédelmi Erők valamint a Szíriai Arab Légierővel megerősített Szír Hadsereg között zajlott Szíria Haszaka városában.

## Előzmények
2014-ben az Iraki és Levantei Iszlám Állam több erősebb támadásának hatására Haszaka kormányzóság nagy része az ő felügyeletük alá került. Haszaka meg volt osztva a kurdok és a kormányerők között. 2015. február 21-én az YPG támadást indított az ISIL ellen, melyet 27-én a kormány offenzívája követett. A két irányból indított offenzíva sikeresen visszaverte az ISIL-t, az YPG pedig több mint 100 várost, falut és kisebb települést, míg a szír hadsereg 40 falut foglalt el a Haszakát Kamislivel összekötő 7-es főút mellett. 2015. májusban az YPG további 230 települést szerzett meg a nyugat-haszakai offenzíva alatt. Május 30-án az ISIL támadást indított a város ellen, de ezt visszaverték. Június 23-án egy második támadást indítottak a város ellen, és az elején négy kerületet elfoglaltak, három továbbiban pedig állásokat alakítottak ki. Ezen kívül Haszaka városától délnyugatra több falut is leigáztak. Augusztus 1-re azonban a koalíció és az SAA támogatásával az YPG megtisztította a területet. Ezután a város 75%-át a kurdok, 25%-át pedig a szíriai hadsereg ellenőrizte.

## Az összecsapások
2016. augusztus 16-án összecsapások alakultak ki a Asayish és az NDF csapatai között, melyben mindkét fél győztesnek tekintette magát.
Augusztus 19-én az al-Masdar News azt írta, az NDF seregei előre törtek a város központi részén, elfoglalták az Új Kórházat és Marsho terület egyes részeit. A Szíriai Arab Légierő 10 légicsapást mért az Asayish központi épületére. A szíriai polgárháború történetében ez volt az első alkalom, hogy a szír hadsereg kurd csapatokat támadott meg. Több hírügynökség is arról számolt be, hogy aznap az USA speciális egységei kivonultak Haszaka környékéről. Ennek ellenére a CJTF–OIR fokozta a légvédelmi tevékenységét, hogy így akadályozza meg azt, a Szíriai Arab Légierő nehogy lője az amerikai speciális erőket vagy a kurd szövetségeseiket. Eközben ellenőrzés alatt tudták tartani a kialakult helyzetet. Azonban az USA hivatalosan azt közölte, nem próbálkoznak repülésmentes övezet kialakításával. Mindeközben heves összecsapásokra került sor a Ghwyran terület környékén Haszakától északkeletre, és ezen felül a város keleti részén, al-Nashwehben. A Hawar Hírügynökség szerint az utóbbi helyszínen a kurdok jelentps területeket szereztek meg.
Augusztus 20-án reggel a helyzet nyugodtabbra változott, mivel egy újabb tűzszüneti megbeszélés vette kezdetét. Haszaka kormányzója, Muhammed Za’al Al-Ali sürgette az YPG-t, hogy hagyjon fel a kormányzóságban folytatott harcokkal és azt tanácsolta, harcoljanak közösen az ISIL ellen. A PYD azzal vádolta az NDF helyi szervezeteit, hogy kurdellenes propagandát folytat, és azt tanácsolta, hogy egy új békemegállapodás érdekében az NDF minden serege hagyja el a város területét. Ezt a kormány visszautasította. Így a megbeszélések eredménytelenül zárultak, így délben újraindultak a város területén az összecsapások. Ekkor Szíria Légiereje a Szíriai Arab Hadsereg rakétáival megerősítve támadást indított. A délnyugati Guweiran kerületben és a központi Nashwa városrészben előforduló elszórt összecsapásokat leszámítva másnapra mérséklődtek a harcok. Később, augusztus 21-én az YPG és a Szír Katonai Tanács újonnan a helyszínre érkező tagjai erős támadást indítottak a város ellen, elsöpörték a Vörös Villákat, Guweiran, és Al-Askari kerületeket és a keleti Nashwa városrészt, melynek következtében heves harcok alakultak ki, a harcosok pedig ellentámadásban próbálták meg visszafoglalni a területeiket. A több sikertelen próbálkozás után sem tudták megszerezni az elvesztett részeket. Haszaka déli részén az Asayish elfoglalta a Gazdaságtudományi Kart, de miután a Szír Hadsereg lőtte őket a Kawkab-hegységből, pár órán belül visszavonultak. A kormányerők támogatására Szíria Légiereje 30 alkalommal is légi támadást mért a kurd seregek ellen. A heves légi ős tüzérségi támadás ellenére a kurd erpk elfoglalták a keleti Guweiran kerület nagy részét, és estig tovább haladtak. Következő éjszaka ismét leálltak a támadások. Állítólag az USA légiereje egyre inkább meggátolta, hogy a Szíriai Légierő támadásokat mérjen a kurdok lakta területek ellen, így ők jobban előre tudtak haladni a kormányzato körzetekben.
Augusztus 22-én hajnalban Szíria Légiereje ismét elkezdte a légi támadásait az Asayish ellenőrző pontjai ellen, minek következtében az Asayish megrohamozta az északkeleti Guweiran kerületet, miközben az NDF egységei állítólag területeket szereztek meg északon Tal Hajjar kerületben és Haszaka déli részén Al-Zuhour kerületben. Harcokról érkeztek hírek az al-Basi kanyarnál. Ugyanazon a napon a kormánypárti al-Masdar Hírek azt közölte, hogy a kurd seregek „már majdhogynem megszerezték a kormányzati központ teljes területét.” Ezelőtt elfoglalták Haszaka keleti Al-Nashwa kerületét és a Sportvárosban is több épületet, mely azelőtt az NDF egyik kulcsközpontja volt. Aznap később a kurdok elfoglalták a központi börtönt, és összeomlott az NDF összes, a Sportváros körül létrehozott erődítménye. Ekkor a kurdok Hadzaska 90%-át tartották ellenőrzésük alatt.
2016. augusztus 23-án orosz közbenjárással a felek békeszerződést kötöttek. Eszerint Haszaa városának majdnem az egésze a kurdok fennhatósága alatt marad, és a Szír Hadsereg minden tagjának el kell hagynia a települést, ahova vissza sem térhet. Csak a kormány kormányzati részlege marad a polgári ruhában dolgozó rendőrség ellenőrzése alatt a biztonsági területen.